# آماليا (مسلسل)
آماليا (بالبرتغاليّة:Deus salve o rei) هي تيلينوفيلا برازلية من تأليف دانيال أدجافر ومن إخراج فابريسيو مامبرتي، يقدم العمل مؤامرة الممالك الخيالية لمونتيمور وأرتينا.
تم عرض المسلسل على قناة غلوبو ما بين التاسع من يناير 2018 وتم عرض الحلقة الأخيرة يوم 30 يوليو 2018، المسلسل من بطولة مارينا روي باربوسا, جوني ماسارو وبرونا ماركيزين.

## قصة المسلسل
تتميز المؤامرة التي تعود إلى العصور الوسطى بممثلي مونتيمور وأرتينا، وهي أقوى منطقة خيالية تدعى كاليا، حوالي عام 1300 م. لسنوات عديدة، تعيش الممالك في سلام وتحافظ على اتفاقية إمدادات المياه، وهي مورد وفير في أرتينا ولكنها نادرة في مونتيمور. في مقابل الحصول على المياه، يزود مونتيمور إنتاجه الخام إلى أرتينا. لعقود من الزمان حكمت الملكة تشريسيليا من مونفيراتو مملكة مونتيمور بالعدل والأمانة. إنها مريضة بالفعل، وهي تستعد لأحدث أعمالها: افتتاح قناة، وهو بناء وعد بإنهاء جميع النقص في المياه. ومع ذلك، فإن البحيرة التي ستكون بمثابة مصدر للمملكة قد جفت، وفشل العمل بها لدرجة بلغ ذروتها في رحلة استكشافية لمصادر جديدة للمياه. بالفعل مملكة أرتينا، يحكمها أوغستس الحكيم والخير لورتون، الذي يحافظ على علاقة السلام بين الممالك. لكن ابنته، الأميرة كاثرين، عند علمها بموقف مونتيمور الدقيق، تخطط لعقد صفقات أكثر فائدة مع المملكة المجاورة.

## سينوغرافيا
في الأصل، كان من المخطط إرسال جزء من طاقم الممثلين لتسجيل إدخال أوبرا الصابون في أوروبا،  لكن الإدارة قدرت أن ارتفاع قيمة اليورو المرتفعة، إلى جانب احتواء الإنفاق في جميع القطاعات في البرازيل، سيُبالغ في الميزانية، وفقط تم إرسال فريق التسجيل والتأثيرات إلى الخارج لالتقاط المشاهد الجوية للغابات والجبال بحيث يمكن تركيبها على المشاهد المسجلة في الاستوديو في البرازيل، محاكية أن المشاهد كانت موجودة في القارة الأوروبية. في مارس 2017، سافر طاقم التسجيل إلى إسبانيا واسكتلندا وأيسلندا لالتقاط المشاهد الخارجية، كما هو الحال في القلاع والقرى القديمة المحفوظة تاريخياً. تم إنشاء المدينة السينمائية في استوديوهات غلوبو في ريو دي جانيرو، بمساحة 1800 متر مربع ومشاهد ثابتة. تم تسجيل المشاهد التي كان من المفترض أن تبدو خارجية في الاستوديو مع مفتاح chroma، وهي خلفية خضراء تمتلئ بها الصور الملتقطة في أوروبا رقميًا، بما في ذلك الغابات والقرى والمراعي. استخدمت المشاهد التي يجب تسجيلها في بيئة خارجية في المحطة كخلفية.

## النار والحوادث
حوالي الساعة 6 مساءً في 9 نوفمبر 2017، اشتعل حريق في السقف، يقع في أستديوهات غلوبو، والتي كانت تستخدم لإنتاج أوبرا الصابون. كانت الممثلة روزاماريا مورتينهو في موقع الحادث عندما اندلع الحريق، وتم نقلها من قبل اثنين من موظفي الإنتاج. أيضًا، في وقت وقوع الحادث، كان الممثل رومولوس ستار مع المخرج فابريسيو مامبرتي يعملان عند انتشار الحريق. وفي بيان، قالت المحطة إن التسجيلات قد توقفت. التقى الطاقم والممثلون في اليوم التالي لمناقشة تخطيط العمل واحتفظوا بموعد إصداره في يناير 2018. في ذلك الوقت، كان كل الحاضرين يرتدون قميصًا مكتوبًا عليه عبارة نحن جميعا ربنا أنقذ الملك - 9 يناير، 18. تم إعادة تشغيل التسجيل في 10 نوفمبر. في 3 ديسمبر 2017، صُدم رومولو إستريلا بسيف سينمائي على رأسه ونقل إلى المستشفى.

## الجمهور
سجل الفصل الأول في 9 يناير ما معدله 29 نقطة في ساو باولو الكبرى مع الحفاظ على جمهور الجدول الزمني. خلال الفصل الأول، بقي الهاشتاج #DeusSalveORei في موضوعات تويتر الممتدة لعدة دقائق. في الفصل الثاني، الذي ظهر في 10 يناير، سجلت الرواية 28 نقطة بانخفاض قدره 1 نقطة في ساو باولو الكبرى وفي ريو دي جانيرو زاد 2 نقطة وسجل 29.
في أسبوعها الأول على الهواء، جمعت الرواية 26.4 نقطة فقط، وهو ما يمثل انخفاضًا بنسبة 2.2 ٪ مقارنة بسلفها فرصة حب، لكنها تجاوزت الإنتاجات السابقة مثل أحلام إليزا و حكاية روك في الساعة.
في 9 فبراير، سجل رقما قياسيا سلبيا بتسجيل 21.3 نقطة فقط.
في 26 فبراير، سجل رقمه القياسي الأول حيث وصل إلى 30 نقطة بمعدل 32 قمة و 41٪ من الحصة مع المشهد الذي ينقذ أفونسو ( رومولو إستريلا ) ليفي (توبياس كاريس) وسمارة ( نارونا كوستا ) من النار في منزل، بالإضافة إلى حفل افتتاح ألعاب Cália، بقيادة الملك أوغسطس ( ماركو نانيني ). سجل نفس المعدل في 11 يوليو وأيضًا في 24 يوليو، وكان الأخير هو كشف برايس ( بيا أرانتيس ) لأجنيس ( ميل مايا ) وسيلينا ( مارينا موشن ) وطلب كاترين ( برونا ماركيزين) إلى برايس.
حطم الفصل الأخير في 30 يوليو رقما قياسيا وسجل 34.2 نقطة في ساو باولو الكبرى و 36 نقطة في ريو دي جانيرو كونها أكبر جمهور في الرواية بأكملها. في الشبكات الاجتماعية، قصف الفصل الأخير من رواية السبعة. وصلت الهاشتاج الرسمية إلى TTs العالمية لمدة 6 ساعات و TTs البرازيلية لمدة 8 ساعات. اختتمت الرواية بمتوسط 26 نقطة، وهو خامس أكبر جمهور في الروايات الإثني عشر الأخيرة.

## روابط خارجية
- آماليا مسلسل برازيلي على موقع IMDb (الإنجليزية)
- آماليا مسلسل برازيلي على موقع كينوبويسك (الروسية)
- آماليا مسلسل برازيلي على موقع قاعدة بيانات الفيلم (الإنجليزية)